# GROOVE WALK
「GROOVE WALK」（グルーブ・ウォーク）は、日本のロックバンド、TRICERATOPSの12thシングル。2000年6月21日 、エピックレコードジャパンよりリリース。 

## 内容
- 前作より半年ぶりのリリース。「Guatemala」以来の3曲入りシングルとなった。

## 収録曲
1. GROOVE WALK (4:32)
コーセー「サロンスタイル」CMソング
2. LET ME OUT (3:51)
3. SUN AND STARS (3:37)

全作詞・作曲：和田唱　編曲：TRICERATOPS